# كاستوس
كان كاستوس مصارع روماني، وهرب من مدرسة لينتولوس باتياتوس، وأصبح أحد قادة التمرد في حرب العبيد الثالثة. مات مع غانيكوس وجيشهما في لوكانيا بعد الحرب ممع القوات الرومانية بقيادة ماركوس ليسينيوس كراسوس في 71 ق.م.